# Нада Ђуревска
Нада Ђуревска (Скопље, 8. јануар 1952 — Сарајево, 13. септембар 2017) била је југословенска и босанскохерцеговачка глумица, првакиња драме сарајевског Народног позоришта.

## Биографија
Од шесте године, односно 1958, Нада је живјела у Сарајеву.
Завршила је Основну школу „Хасан Кикић”, потом средњу медицинску школу, а затим је уписала и завршила глуму.
Прва глумачка улога јој је била у Чеховљевом Вишњику, гдје је тумачила Варју. У ратним годинама је у представама Хасанагиница, Чекајући Годота, Мајка, У агонији и Пјешице играла је на све три сцене сарајевских позоришта. Касније прелази у ансамбл драме Народног позоришта Сарајево, од бројних улога које је остварено и треба издвојити једну у представама „Медеја“ и „Хасанагиница“.
Њен партнер на сцени често је био Зоран Бечић, све до његове смрти, а према њеном сјећању најбоље су сарађивали на представи Роман о Лондону. Режисер с којим је најчешће сарађивала био је Сулејман Купусовић, који је говорио да је водио рачуна о њој као о сестри. Такође је сарађивала са познатим режисером и кореографом Драгутином Болдином.
Прву филмску улогу остварила је 1978. године у филму Извор. Неки од филмова у којима је још глумила су Окука, Кројач за жене, Ћилим, Мирис дуња, Хасанагиница, Игмански марш, Мој брат Алекса, Код амиџе Идриза, Небо изнад крајолика, Имена вишње и многим другим. Такође је глумила у многим серијама као Виза за будућност, Дјетињство из младости, Алекса Шантић и др.
Читав живот се водила теоријом да нема великих улога, али има малих глумаца. Добитница је многих награда, између осталог и Златног ловоровог вијенца за допринос умјетности театра МЕСС 2002. године.
Нада Ђуревска је добила Златну арену Филмског фестивала у Пули и Шестоаприлску награду Града Сарајева 2014. године. Након уручења награде изјавила је да се повлачи из театра након 40 година рада.
Након двије године од повлачења са сцене, Нада Ђуревска се у јавности појавила у јуну 2016. године на промоцији књижевног првијенца Боже Вреће, када је прочитала одломке из Божине књиге.
Ја сам прије двије године обећала да нећу више стати на сцену, али, ево, у љубави сам проговорила...
Преминула је у Сарајеву, 13. септембра 2017. године, након тешке болести.

## Филмографија
| Улоге Наде Ђуревске |                                                    |               |                      |          |
| Година              | Српски назив                                       | Изворни назив | Улога                | Напомена |
| 2015.               | Имена вишње                                        |               | Ката                 |          |
| 2015.               | Belladonna                                         |               |                      |          |
| 2013.               | Одбрана и заштита                                  |               | Милена               |          |
| 2011—2012.          | Фолиранти (ТВ серија)                              |               | Мама                 |          |
| 2010.               | Јасмина                                            |               | Сафа                 |          |
| 2009—2010.          | Кућни љубимци (ТВ серија)                          |               | Мама                 |          |
| 2009.               | И ја теби                                          |               |                      |          |
| 2009.               | Жене с броја 13 (ТВ серија)                        |               | Матићка              |          |
| 2002—2008.          | Виза за будућност (ТВ серија)                      |               | Мубера Половина Гаћо |          |
| 2006.               | Слуњска брда — живот или смрт                      |               | Фатима               |          |
| 2006.               | Небо изнад крајолика                               |               | Мајка                |          |
| 2006.               | Клопка                                             |               | Дара                 |          |
| 2006.               | Грбавица                                           |               | Сафија               |          |
| 2005.               | Добро уштимани мртваци                             |               | Марија               |          |
| 2004.               | Код амиџе Идриза                                   |               | Бегзада              |          |
| 2004.               | Црна хроника (ТВ серија)                           |               | Дара                 |          |
| 2000.               | Млијечни пут                                       |               | Фата                 |          |
| 1992.               | Алекса Шантић (ТВ серија)                          |               | Мајка Мара           |          |
| 1991.               | Мој брат Алекса                                    |               | Мајка Мара           |          |
| 1990.               | Стратегија швраке (мини-серија)                    |               |                      |          |
| 1989.               | Рањеник (ТВ серија)                                |               |                      |          |
| 1989.               | Човјек који је знао гдје је сјевер а гдје југ (ТВ) |               | Мара                 |          |
| 1987.               | Стратегија швраке                                  |               |                      |          |
| 1986.               | Штрајк у ткаоници ћилима (ТВ)                      |               |                      |          |
| 1985.               | Приче из фабрике (ТВ серија)                       |               | Тереза Ковачић       |          |
| 1986.               | Од злата јабука                                    |               | Стамена Вукобрат     |          |
| 1985.               | Сребрена лисица (ТВ)                               |               | Мици                 |          |
| 1984.               | Није човјек ко не умре (ТВ)                        |               | Дежурна сестра       |          |
| 1984.               | Провинција у позадини (ТВ)                         |               |                      |          |
| 1983.               | Ватрогасац (ТВ)                                    |               | Жена                 |          |
| 1983.               | Игмански марш                                      |               | Партизанка           |          |
| 1983.               | Хасанагиница                                       |               | Хасанагиница         |          |
| 1982.               | Мирис дуња                                         |               | Азра                 |          |
| 1982.               | Настојање                                          |               | Хамина мајка         |          |
| 1981.               | Заједно (ТВ)                                       |               |                      |          |
| 1980.               | Ћилим (ТВ)                                         |               |                      |          |
| 1980.               | Кројач за жене (ТВ)                                |               |                      |          |
| 1979.               | Бифе Титаник (ТВ)                                  |               | Агата                |          |
| 1979.               | Тале (ТВ мини-серија)                              |               | Вида                 |          |
| 1979.               | Дјетињство младости (ТВ серија)                    |               |                      |          |
| 1978.               | Окука (ТВ)                                         |               |                      |          |
| 1978.               | Извор (ТВ)                                         |               |                      |          |